# Кіносценарій
Кіносценарій (грец. kineo — рухаю, італ. scenario, від лат. scaena — сцена) — літературний драматичний твір, за яким створюється кінофільм. Сучасний кінофільм є твором колективним, так як у створенні його беруть участь представники різних творчих професій.
Кіносценарій існує для втілення його на екрані в кінематографічних образах та складається з  чотирьох компонентів:
- ремарки (описової частини);
- діалогу чи монологу (прямої мови персонажів);
- авторського тексту (голос за кадром автора);
- розмаїтих пояснювальних написів.

Ремарка — образна характеристика складної кінематографічної дії і охоплює всі сторони кінотвору. Втілюється на екрані пейзажем, обставинами дії, її послідовністю, поведінкою персонажів, визначає музичне та шумове оформлення фільму. 
Діалог (монолог) — один із головних засобів художньої виразності сценарію звукового кіно, який розкриває характери, зміст і сутність подій. Своєрідність кінематографічного діалогу визначається специфікою кінострічки: її монтажною побудовою, безперервністю дії, можливістю показу міміки, жесту актора, певних деталей зблизька. 
Голос за кадром оповідача, що має різні завдання — інформувати чи коментувати відтворювані події, виражати філософські та ліричні роздуми автора. Внутрішній монолог — закадровий голос героя, що розкриває хід його роздумів, його внутрішній стан. 
Пояснювальний напис, який у сценаріях німих кінострічок посідав помітне місце і заміняв діалог та дикторський текст, у сучасному звуковому кіно втратив колишню свою значущість, використовується як засіб інформування, для введення в атмосферу дії тощо.